# Somianka
Somianka è un comune rurale polacco del distretto di Wyszków, nel voivodato della Masovia.
Ricopre una superficie di 116,38 km² e nel 2004 contava 5 542 abitanti.